# Кайсяку

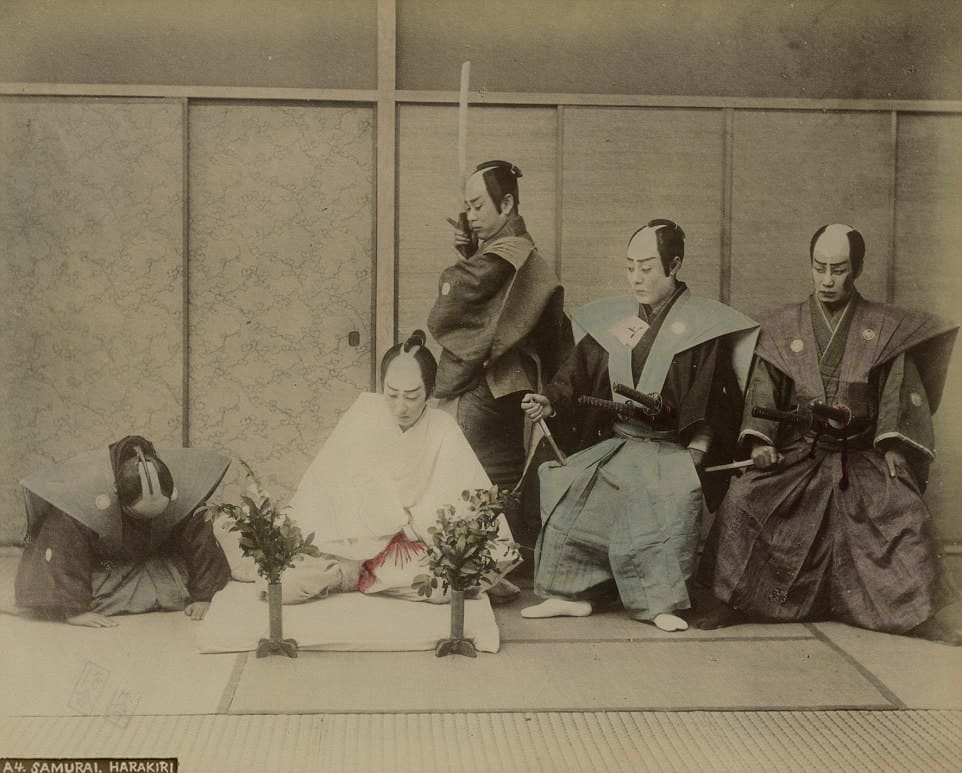
Фото церемонії сеппуку кінця періоду Едо. Кайсякунін стоїть позаду з піднятим мечем, готовий обезголовити особу, що здійснює сепуку.

Кайся́ку (яп. 介錯) або кайся́кунін (яп. 介錯人) — помічник при здійсненні обряду сепуку. Кайсяку повинен був у визначений момент відрубати голову того, хто коїть самогубство, щоб запобігти передсмертній агонії. У ролі помічника зазвичай виступав бойовий побратим, воїн, рівний за рангом, або хтось із підлеглих (якщо поруч не було спеціальної людини, призначеної владою).
Спочатку термін «кайсяку» застосовувався до охоронців панів або до осіб, що надавали яку-небудь допомогу іншим. Починаючи з XVII ст., точніше з періоду Емпо (1673 — 1681), присутність кайсяку при сепуку, що проводиться по вироку суду, стає вже обов'язковим.
Кайсяку повинен був відрубати голову осудженому, який унаслідок духовної слабкості або боязні розпорював живіт лише для видимості, або самураю, який просто не міг довести харакірі до кінця, не маючи на це фізичних сил, оскільки втрачав свідомість.

Самурай, запрошений на обряд сепуку як кайсяку, повинен був виразити готовність бути корисним в цій справі, але у жодному випадку не зображати печалі на обличчі; це було рівносильно відмові, причиною якої було недостатнє мистецтво володіння мечем, що розглядалося як ганьба для воїна. Кайсяку, вибраний осудженим, був зобов'язаний подякувати йому за надане довір'я і високу честь.
Кайсяку не повинен був вживати в ході здійснення сепуку власного меча, а брав його в осудженого, якщо той про це просив, або у свого даймйо, оскільки у разі невдалого удару провина за це лягала на меч власника.
Окрім кайсяку, осудженому, як правило, допомагали ще одна-дві людини. Перший подавав засудженому на білому підносі малий самурайський меч — знаряддя здійснення сепуку, в обов'язки другого входило підношення свідкам відрубаної голови для пізнання.
Вважалося, що виконувати обов'язки кайсяку не обіцяло нічого доброго. Від нього вимагалося завдати удар особливо акуратно: так, щоб голова здійснюючого сепуку повисла на шматку шкіри. Занадто сильний удар міг відкинути відрубану голову в бік, що було б крайньою неповагою до померлого, а надто слабкий — лише посилити його муки замість їх припинення. У «Хагакуре» про це говориться так:
|  | З давнини для самурая вважалося нещастям бути запрошеним на роль помічника при самогубстві. Бо якщо він виконає своє призначення, це не додасть йому слави, якщо ж з якоїсь випадковості помилиться, це буде вважатися найголовнішою помилкою його життя |

У період Едо, коли обряд сепуку остаточно сформувався, роль кайсяку теж була регламентована. Обезголовлювання в цьому випадку стало звичайною практикою. Так, якщо це була добровільно-примусова кара, голову красиво укладали на дощечку або витончено згорнуту тканину і показували журі. Згодом кайсяку перетворився на формального ката, який часто зносив з плечей голову, навіть не чекаючи, поки жертва сама завдасть собі перший удар.
Останнім кайсяку 20-го століття був Хіроясу Кога, який відтяв голову письменника Юкіо Місіму в процесі його сепуку.